# Nikolaos Korovesīs
Nikolaos Korovesīs (in greco: Νικόλαος Κοροβέσης; Calcide, 10 agosto 1991) è un calciatore greco, centrocampista del Karystou.

## Caratteristiche tecniche
Esterno sinistro, può essere schierato anche come terzino.